# Hans Riesser (Diplomat)
Hans Eduard Riesser (* 17. September 1887 in Frankfurt am Main; † 22. März 1969 in Genf) war ein deutscher Diplomat. Als Autor war er auch unter dem Pseudonym H. E. Lichten tätig.

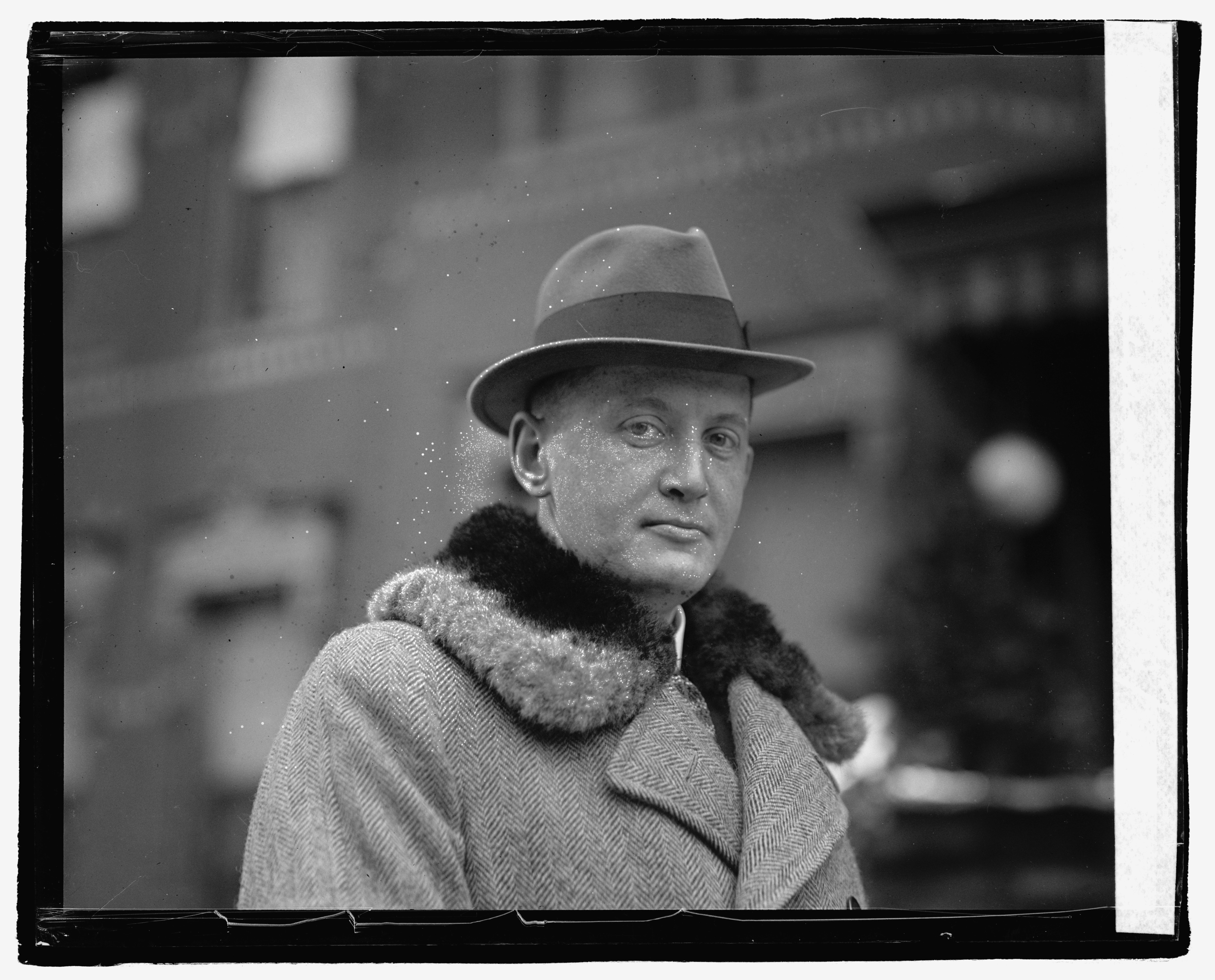
H.E. Riesser (1921)

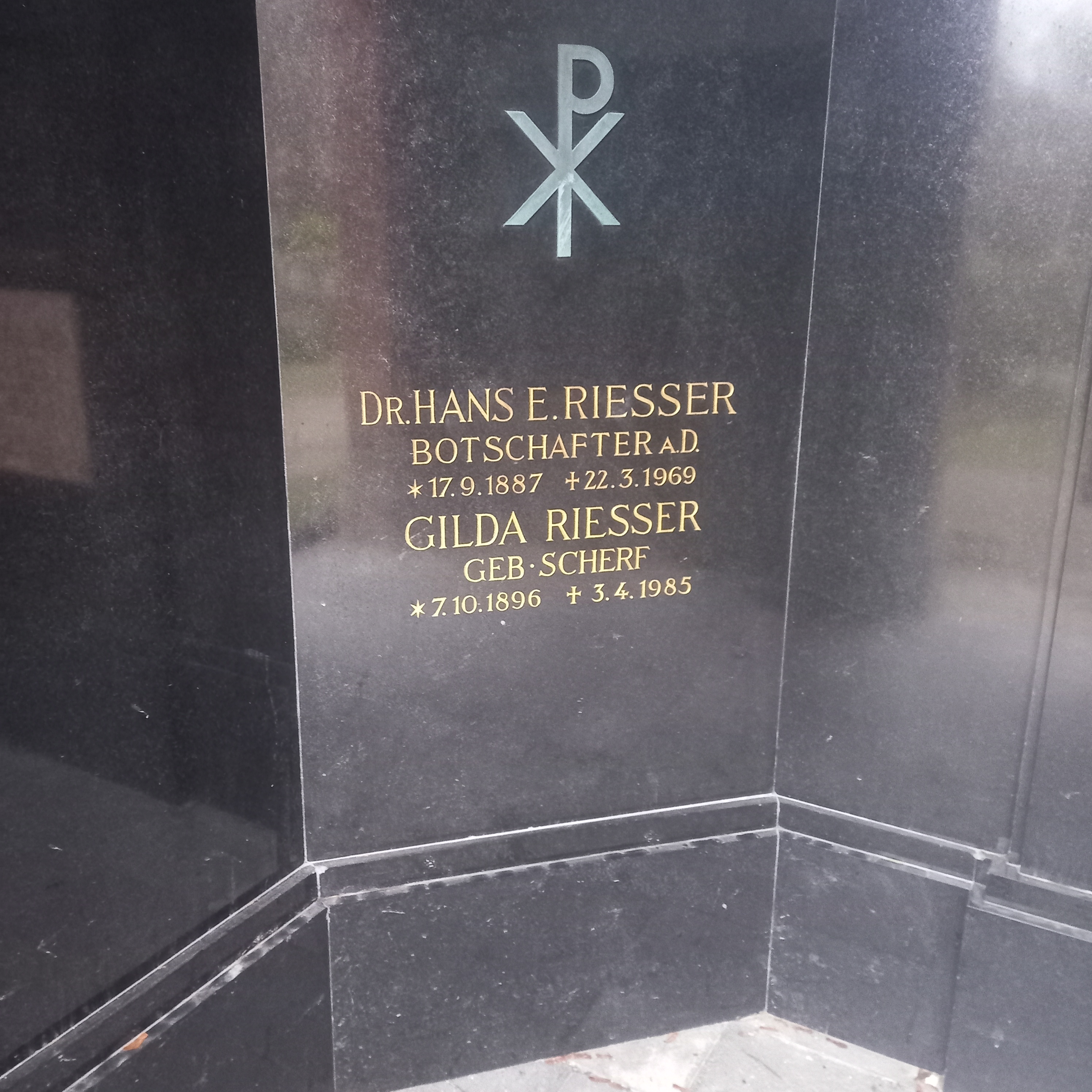
Das Grab von Hans Riesser und seiner Ehefrau Gilda geborene Scherf auf dem Nordfriedhof (München)

## Leben

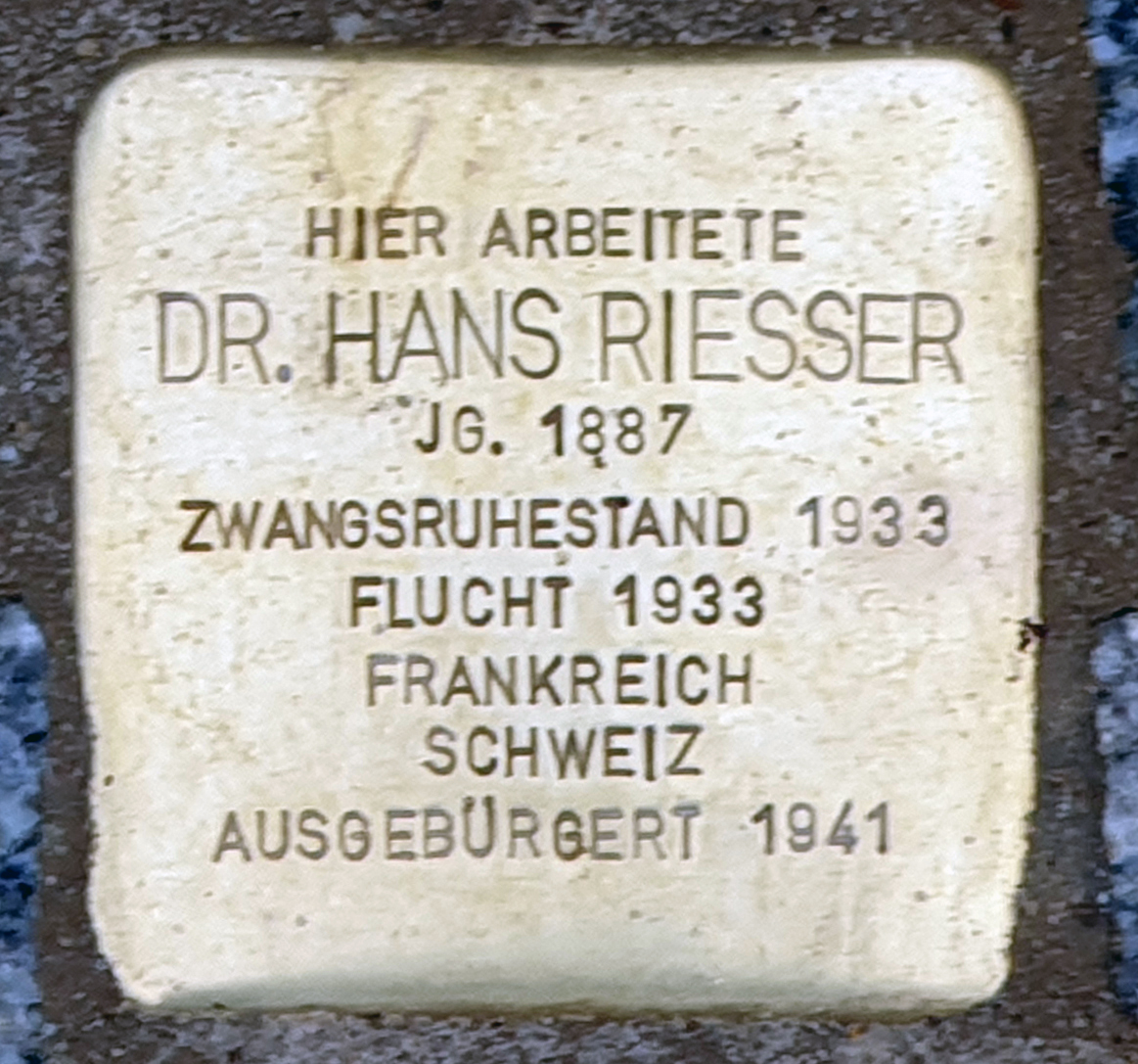
Stolperstein am Haus, Wilhelmstraße 92, in Berlin-Mitte

Riesser, Sohn des Rechtsanwalts und späteren Vizepräsidenten des Reichstages Jakob Riesser sowie Bruder des Pharmakologen Otto Riesser, studierte nach dem Schulbesuch an der Kaiser-Friedrich-Schule in Berlin-Charlottenburg Rechtswissenschaften an der University of Oxford, Ludwig-Maximilians-Universität München sowie der Friedrich-Wilhelms-Universität zu Berlin. Im Anschluss erfolgte 1910 seine Promotion zum Dr. iur. an der Universität Jena. 1914 legte er sein Staatsexamen als Rechtsassessor ab. Während des Ersten Weltkrieges war er als Soldat zunächst beim Chef der Zivilverwaltung für Belgien und danach bei der Kriegsmarine bei den Funkern eingesetzt und wurde wegen seiner militärischen Leistungen mehrfach ausgezeichnet.
Im November 1918 tritt er in den Diplomatischen Dienst des Auswärtigen Amtes ein und nimmt als Attaché als Mitglied der Deutschen Delegation an den Friedensverhandlungen von Versailles teil. Im Anschluss war er zwischen 1919 und 1921 Legationssekretär an der Botschaft in Norwegen und danach an der Botschaft in den Vereinigten Staaten. Daraufhin war er von 1923 bis 1926 Gesandtschaftsrat an der Gesandtschaft in Estland, ehe er von 1926 bis 1933 Gesandtschaftsrat 1. Klasse an der Botschaft in Frankreich war. Nach der Machtergreifung durch die NSDAP wurde er aus politischen und antisemitischen Gründen im Juli 1933 aus dem diplomatischen Dienst entlassen.
Im Anschluss blieb er zunächst im Exil in Frankreich und war zunächst für eine US-amerikanische Brokerfirma in Paris tätig. Nach einer Tätigkeit als Direktor der Firma Radiac S.A. in Paris von 1934 bis 1939 ging er in die Schweiz, wo er nicht nur als selbständiger Kaufmann, sondern auch Mitarbeiter der Abteilung Abwehr/Ausland des reichsdeutschen Oberkommandos der Wehrmacht (OKW) tätig war. Nach seiner Verhaftung durch die Gestapo 1940 und der anschließenden Haft erfolgte 1941 seine Ausbürgerung aus der Deutschen Staatsangehörigkeit. 1943 gelang ihm die Flucht in die Schweiz.
Nach dem Zweiten Weltkrieg kehrte er 1949 nach Deutschland zurück. Danach erfolgte im Juni 1950 nach Gründung der Bundesrepublik Deutschland seine Wiedereinstellung in den diplomatischen Dienst. Zunächst wurde er Vortragender Legationsrat und Stellvertretender Generalkonsul in New York City. 1952 erhält er einen Wiedergutmachungsbescheid.
Zuletzt war er von 1952 bis zu seinem Eintritt in den Ruhestand 1955 Beobachter im Rang eines Generalkonsuls und dann eines Botschafters bei den Vereinten Nationen in New York City. In dieser Funktion unterschrieb er am 14. August 1952 die Urkunde über den Beitritt der Bundesrepublik Deutschland zum Internationalen Währungsfonds (IWF). Für seine Verdienste wurde ihm 1954 das Große Bundesverdienstkreuz mit Stern verliehen. Nachfolger als Beobachter bei der UNO wurde 1955 Felix von Eckardt.
1962 erschien seine Autobiografie unter dem Titel Von Versailles zur UNO: Aus den Erinnerungen eines Diplomaten.
Am 5. November 2021 wurde vor dem ehemaligen deutschen Außenministerium, Berlin-Mitte, Wilhelmstraße 92, ein Stolperstein für ihn verlegt.

## Publikationen
- Die Aufenthaltsbeschränkungen bestrafter Personen nach Deutschem Reichs- und Preußischem Landesrecht : eine dogmatisch-staatsrechtliche Untersuchung, Berlin 1910
- "Collaboration", Phantom und Wirklichkeit, Aeroverlag Zürich 1948
- Haben die deutschen Diplomaten versagt? Eine Kritik an der Kritik Bismarcks, Bouvier Verlag Bonn 1959
- Von Versailles zur UNO, Aus den Erinnerungen eines Diplomaten, Bouvier Verlag Bonn 1962
- Außenpolitische Memoiren, Aufzeichnungen und Briefe deutscher Staatsoberhäupter, Reichskanzler, Außenminister und Angehöriger des Auswärtigen Amtes, Selbstverlag Genf 1965